# Francisco López
Francisco López Contardo (ur. 15 września 1975 w Teno) – chilijski motocyklista rajdowy i endurowiec. Uczestnik Rajdu Dakar. Mistrz Ameryki Łacińskiej w motocrossie w kat. 85 cm³ (rok 1989). Nosi pseudonim "Kamizelka" (z hiszp. "Chaleco").

## Największe osiągnięcia
- 1989 -  Mistrz Ameryki Łacińskiej w motocrossie (kat. 85 cm³)
- 2006 -  1. miejsce w Patagonia-Atacama Rally (kat. 450 cm³)
- 2006 -  2. miejsce w Rajdzie Sardynii (450 cm³)
- 2006 -  2.miejsce w Rajdzie  Maroka (450 cm³)
- 2008 -  2. miejsce w The Central Europe Rally w kat. motocykli
- 2009 -  3. miejsce w Rajdzie Tunezji
- 2010 -  3. miejsce w Rajdzie Dakar
- 2013 -  3. miejsce w Rajdzie Dakar